# Oman vid världsmästerskapen i friidrott 2022
Oman tävlade vid världsmästerskapen i friidrott 2022 i Eugene i USA mellan den 15 och 24 juli 2022. Oman hade en trupp på en idrottare.

## Resultat

### Herrar
Teknikgrenar
| Idrottare                 | Gren      | Kval    | Kval      | Final            | Final            |
| Idrottare                 | Gren      | Distans | Placering | Distans          | Placering        |
| ------------------------- | --------- | ------- | --------- | ---------------- | ---------------- |
| Salim Saleh Mus Al Yarabi | Längdhopp | 7,43 m  | 28        | Gick inte vidare | Gick inte vidare |